# 49. pehotna divizija (ZDA)
49. pehotna divizija (izvirno angleško 49th Infantry Division) je bila pehotna divizija Kopenske vojske ZDA.